# خوسه کینتانیا
خوسه کینتانیا (اسپانیایی: José Quintanilla‎; ۲۹ اکتبر ۱۹۴۷ – ۱۹۷۷) بازیکن فوتبال اهل السالوادور بود.
از باشگاه‌هایی که در آن بازی کرده‌است می‌توان به باشگاه فوتبال آلیانسا اشاره کرد.
وی همچنین در تیم ملی فوتبال السالوادور بازی کرده‌است.